# Pseudophilautus hypomelas
Pseudophilautus hypomelas é uma espécie de anfíbio da família Rhacophoridae. Endémica da Sri Lanka, onde era conhecida apenas da localidade-tipo imprecisa. A espécie era conhecida apenas da série-tipo depositada no Museu de História Natural de Londres e não foi mais vista desde a descrição formal em 1876. Em 2004, a IUCN declarou a espécie extinta, já que não tinha sido avistada nos últimos 100 anos e buscas na região não obtiveram nenhum sucesso em achar algum indivíduo. Expedições realizadas entre 2009 e 2011 no Santuários Peak Wilderness, na região das Montanhas Centrais, conseguiram redescobrir a espécie.

## Nomenclatura e taxonomia
A espécie foi descrita por Albert Carl Ludwig Gotthilf Günther em 1876 como Ixalus hypomelas. Foi recombinada para Rhacophorus hypomelas e posteriormente para Philautus hypomelas. Em 1957 foi sinonimizada com P. leucorhinus, e, em 1996 foi restaurada a categoria de espécie. Em 2009, com a revisão taxonômica do gênero Philautus a espécie foi recombinada para Pseudophilautus hypomelas.

## Distribuição geográfica e habitat
P. hypomelas é endêmico do Sri Lanka. Os primeiros espécimes coletados em 1876 provinham de duas coleções distintas, uma feita por Richard Henry Beddome cuja localização não foi relatada e outra por W. Ferguson na região do atual distrito de Nuwara Eliya, província Central. Em 2010, quando a espécie foi redescoberta, os espécimes foram coletados na região do Santuário do Pico Wilderness no distrito de Ratnapura, província de Sabaragamuwa. Ambas as regiões estão localizadas nos planaltos centrais.
A espécie foi encontrada em altitudes de 750-1400 metros em áreas de florestas tropicais de altitude,  geralmente em arbustos com menos de 1 metro de altura, e em habitats de pastagens com pouca cobertura.

## Conservação

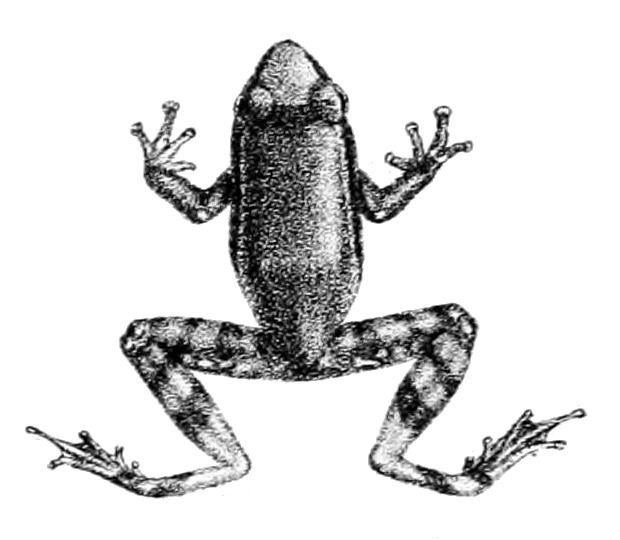
Gravura de um síntipo de Pseudophilautus hypomelas depositado no Museu de História Natural, em Londres.

A União Internacional para a Conservação da Natureza e dos Recursos Naturais classificou a espécie como extinta em 2004, com a justificativa de que buscas na região não obtiveram sucesso em encontrar um espécime vivo e por não haver registros de avistamentos da P. hypomelas nos últimos 100 anos. Com a redescoberta da espécie, foi recomendado que a mesma seja classificada como "criticamente em perigo", já que é conhecida apenas de uma pequena área e com possível ameaça antropogênica ao habitat, mesmo sendo no interior de um santuário protegido.